# Râul Turlui
Râul Turlui este un curs de apă, afluent al râului Tazlău. 